# ラッキー・ガール
『ラッキー・ガール』（Just My Luck）は、2006年のアメリカ映画。日本では劇場未公開。

## ストーリー
アシュレーは仕事でも私生活でも何をやっても成功するニューヨークいちのラッキーガールだった。だがある日、仮面舞踏会に参加してジェイクとキスをして以来、一転して不幸が続くようになってしまう。

## キャスト
| 役名                     | 俳優                       | 日本語吹替 |
| ------------------------ | -------------------------- | ---------- |
| アシュレー・オルブライト | リンジー・ローハン         | 小林沙苗   |
| ジェイク・ハーディン     | クリス・パイン             | 竹若拓磨   |
| マギー                   | サミーア・アームストロング | 落合るみ   |
| ディナ                   | ブリー・ターナー           | 浅野まゆみ |
| デイモン・フィリップス   | フェイゾン・ラヴ           | 福田信昭   |
| ペギー・ブレーデン       | ミッシー・パイル           | 深見梨加   |
| ケイティ                 | マッケンジー・ヴェガ       | 相田さやか |
| アントニオ               | カルロス・ポンス           | 小野健一   |
| マダム・ザフィーナ       | トヴァ・フェルドシャー     | 磯辺万沙子 |
| デヴィッド・ペニントン   | クリス・カーマック         | 三木眞一郎 |
| マクフライ               | 本人役                     |            |

- その他の日本語吹き替え：羽鳥靖子／櫻井孝宏／日野聡／増川洋一／宮下栄治／笹川麗子／駒谷昌男／根津貴行／河本邦弘／米村千冬／中村浩太郎／三宅華也／原田晃／長松博史

## ノミネート
第27回ゴールデンラズベリー賞
- ノミネート：最低主演女優賞 - リンジー・ローハン